# Пласаж

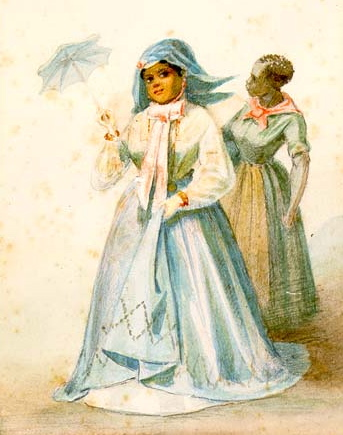
Кольорова креолка з прислугою. Едуар Маки. Новий Орлеан. 1867

Пласаж (фр. Plaçage — розміщення) — загальновизнана негласна система культурних поглядів і норм, якій підпорядковувалися відносини між чоловіками і жінками в патріархальних колоніальних спільнотах Нової Франції.

## Передумови до формування пласажу
На відміну від північноамериканських колоній Великої Британії, куди іммігрували в основному цілі родини, і де міжрасові контакти всіляко припинялися, в країни Латинської Америки, так само, як і французькі колоніальні володіння, переселялися в основному лише молоді чоловіки (це було пов'язано з довгою забороною на присутність жінок на кораблі, що вважалося поганим знаком). Через це виникла статева диспропорція серед населення колоній, а білі чоловіки, які сформували еліту неороманських спільнот, все більше контактували з представницями індіанського, африканського і змішаного походження (мулати, метиси, креоли, самбо). Слід враховувати, що і самі вони охоче йшли на ці контакти, продовжуючи традиції романізації, заведені ще в Римській імперії.

## Розквіт системи
З часом, однак, французькі, іспанські й португальські монархи, стривожені надмірним змішанням в колоніях, почали надсилати туди і жінок з метрополії. В цей час і сформувалася система пласажу: білі чоловіки брали в офіційні дружини білих жінок, при цьому мали одну або кілька кольорових коханок, які не були повіями, а швидше наложницями-конкубінами, так як залишалися вірні своєму панові до його смерті та навіть мали від нього офіційно визнаних дітей (які, однак, мали менше спадкових прав, ніж закононароджені діти). Для вирощування такої касти кольорових утриманок були особливі школи, а для знайомств з ними білі чоловіки влаштовували особливі закриті бали, що іноді перетворювалися в оргії. Незважаючи на сильну фінансову залежність, кольорові дівчата формально були особисто вільними. Всередині цих міст кольорові наложниці, як правило, мали свій квартал, куди час від часу навідувалися їх господарі. У Новому Орлеані таким кварталами пласажу були на той момент окраїнні Треме та Фобур Мариньї.

## Географічне поширення
Подібного роду відносини стали нормою в колоніальній Луїзіані, яка перебувала на перетині французьких та іспанських колоніальних володінь в нижній течії Міссісіпі (міста Новий Орлеан, Натчез, Віксбург, Мобіл, Білоксі), на Гаїті, Гваделупі, Мартиніці та ін. Найвищого розмаху система досягла у франкомовному Новому Орлеані в 1780-1803 роках.

## Занепад
Продаж території США мав негативні наслідки для романських спільнот в Луїзіані. Забороненими виявилися французька та іспанська мови, а офіційна влада більше не проводили відмінностей між кольоровими і неграми. Пласаж поступово почав спускатись до рівня вуличної проституції. Англійці, які переселились у великих кількостях в Луїзіану, спочатку відчували інтерес до пласажу, але не бажали мати з кольоровими дівчатами нічого, крім випадкового сексу, не кажучи вже про їх утримання або відповідальність за дітей від подібного роду контактів. Пласаж перестав існувати, листи дівчат і їх напівзаконних чоловіків були в основному спалені родичами, що боялись переслідувань Ку-Клукс-Клану, хоча відгомони системи у вигляді переказів і легенд зберігаються і донині.